# Tabanus ferrugineus
Tabanus ferrugineus är en tvåvingeart som beskrevs av Strom 1768. Tabanus ferrugineus ingår i släktet Tabanus och familjen bromsar.
Artens utbredningsområde är Norge. Inga underarter finns listade i Catalogue of Life.